# Серо Бељота (Сантијаго Ајукилиља)
Серо Бељота (шп. Cerro Bellota) насеље је у Мексику у савезној држави Оахака у општини Сантијаго Ајукилиља. Насеље се налази на надморској висини од 1805 м.

## Становништво
Према подацима из 2005. године у насељу је живело 7 становника.

### Хронологија
| Година       | 2000         | 2005 |
| ------------ | ------------ | ---- |
| Становништво | 47 (24 / 23) | 7    |

### Попис
| # | Индикатор                        | Вредност |
| - | -------------------------------- | -------- |
| 1 | Укупно појединачних домаћинстава | 2        |